# تولگا گولچ
تولگا گولچ (ترکی استانبولی: Tolga Güleç؛ زادهٔ ۲۰ سپتامبر ۱۹۸۱) هنرپیشه اهل ترکیه است.
از فیلم‌ها یا برنامه‌های تلویزیونی که وی در آن نقش داشته‌است می‌توان به روزی روزگاری و فضیلت خانم و دخترانش اشاره کرد.